# Emirates
Línies Aèries dels Emirats (anglès: Emirates Airline, o simplement Emirates; àrab: طيران الإمارات, Ṭayarān al-Imārāt, ‘Aviació dels Emirats') és una companyia aèria basada a Dubai, als Emirats Àrabs Units, la més gran de l'Orient Mitjà amb 2350 vols setmanals amb destinacions a 127 ciutats d'arreu del món. La seva base d'operacions principal és l'Aeroport Internacional de Dubai. És la desena línia aèria d'Àsia i la novena del món en passatgers internacionals transportats. És membre de l'Organització de Transportistes Aeris Àrabs.
Fou creada el maig de 1985 pel govern de Dubai com una petita línia aèria que va anar ampliant el nombre dels seus aparells i destinacions. Té més de vint mil empleats.

## Flota
La flota d'Emirates consta dels avions de fuselatge ample data d'Febrer del 2017:

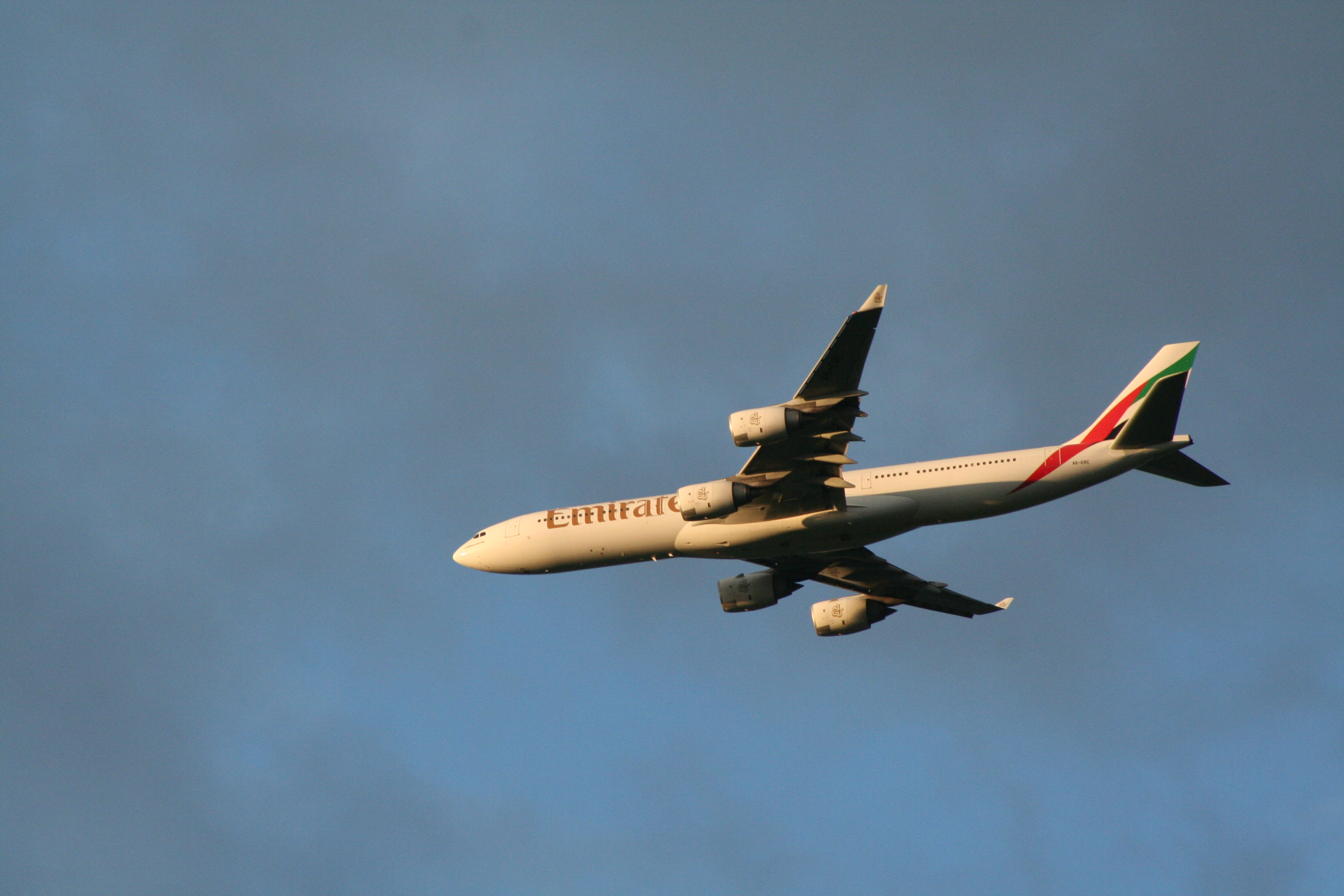
Airbus A340-500 d'Emirates

| Aeronau          | Total | Ordres | Opcions | Passatgers (First/Business/Economy)                                          | Radi                 |
| ---------------- | ----- | ------ | ------- | ---------------------------------------------------------------------------- | -------------------- |
| Airbus A380-800  | 119   | 0      | 0       | 489 (14/76/399) 517 (14/76/427)                                              | Curt-Medi-Llarg Radi |
| Boeing 777-200LR | 10    | 0      | 0       | 266 (8/42/216)                                                               | (Ultra-)Llarg Radi   |
| Boeing 777-300   | 12    | 0      | 0       | 364 (12/42/310)                                                              | Medi-Llarg Radi      |
| Boeing 777-300ER | 122   | 0      | 20      | 354 (8/42/304) 358 (12/42/304) 364 (12/42/310) 427 (0/42/385) 442 (0/42/400) | Curt-Medi-Llarg Radi |
| Total            | 264   | 0      | 20      |                                                                              |                      |

## Destinacions
Actualment, Emirates compta amb una xarxa de destinacions de 144 destinacions als 6 continents:

### Amèrica del Nord
| País         | Destinació      |
| ------------ | --------------- |
| Estats Units | Boston          |
| Estats Units | Chicago         |
| Estats Units | Dallas          |
| Estats Units | Fort Lauderdale |
| Estats Units | Houston         |
| Estats Units | Los Angeles     |
| Estats Units | Nova York       |
| Estats Units | Newark          |
| Estats Units | Orlando         |
| Estats Units | San Francisco   |
| Estats Units | Seattle         |
| Estats Units | Washington      |
| Canadà       | Toronto         |